# Марко Вуковић
Марко Вуковић (Фоча, 8. мај 1936) српски је хирург, професор медицине и редовни члан Академије наука и умјетности Републике Српске.

## Биографија
Завршио је гимназију у Фочи а потом Медицински факултет уписује у Сарајеву 1962. Завршио је специјализацију хирургије 1970, а специјализацију ортопедије 1973. у Сарајеву.
Радио је двадесет година у Медицинском центру Фоча, од тога десет година као директор регионалне болнице и шеф хируршкоортопедске службе. Докторску дисертацију из области трауматологије под називом „Механичке повреде у шумарству“ одбранио је на Медицинском факултету у Сарајеву 1979. Усавршавао се у Београду, Љубљани, Загребу, Москви, Кургану, Лилу (Француска) и Брну (Чехословачка). Од 1982. медицински је директор хируршких клиника у Сарајеву, све до рата. За доцента је изабран 1984. и реизабран 1989. За ванредног професора изабран је 1997, а за редовног 2002. Предавао је на Медицинском и Стоматолошком факултету у Сарајеву и Источном Сарајеву, на Факултету физичке културе у Источном Сарајеву и на Академији ликовних умјетности у Требињу на додипломским и постдипломским студијама. Учествовао је на свим конгресима хирурга и ортопеда у Југославији. Био је члан организационог одбора за два конгреса, као и потпредсједник Југословенског одбора за примјену Илизаров метода. Био је предавач за два курса за примјену АСИФ методе у трауматологији у КЦ Сарајево, а сада је ментор за специјализацију хирургије и ортопедије на Медицинском факултету у Београду и Фочи.
Објавио је око 50 радова у земљи и иностранству, седам књига и два пројекта.
Добитник је више друштвених признања: Прве награде љекара БиХ, Златног дрвета ЈУОТ-а и Орден рада другог реда, Плакету Општине Фоча 1977, Прва награда Друштва љекара БиХ 1978, Орден рада са сребреним знацима 1980, Златно дрво Југословенског удружења ортопеда и трауматолога 1990, Хипократова заклетва, Комора доктора медицине 2010.
За дописног члана Академије наука и умјетности Републике Српске изабран је 17. марта 2004, а за редовног 17. марта 2011.

## Важнији радови
- Проблем заостале луксације главе радијуса послије лијечења Монтеггиа повреде. М. А. 6;237-239.
- Коштано зглобне манифестације вибрационе болести на шаци. Здравствени дани Крагујевац, 2;66-70, 1979.
- Саркоми танког цријева дијеце. М. А. 4;165-70, 1980.
- Повреде јетре. Зборник конгреса гастроентеролога Југославије, 86-92, 1980.
- Затворене повреде ретроперитонеалног дијела дуоденума. А. Цхир Југ. II:66-72, 1980.
- Оперативно лијечење прелома калканеуса М. А I:66-74, 1980.
- Комплексне повреде карлице. A.Chir. 32:613-618, 1985..
- Пенетрантне повреде дијафрагме. A.ChirJug. 61-64, 1989.
- Повреде абдомена у политрауми. Зборник I Конгреса трауматолога Југославије, 162-178, 1991.
- Revising Hip Arthroplasty. Acta facultati medicae Naiseansis 43-49, 2007.
- Prevention of the oseous infections working conditions general surgery. Ac. facultati medicae Naiseansis, 43-49, 2007.
- Акутна хируршка обољења цријева у дјеце. Зборник педијатријски дани, стр: 80-83, 1976.
- Збрињавање политрауматизованих до пријема у болницу. Зборник радова и Конгреса љекара БиХ, стр: 661-664, 1977.
- Корелација клиничког и радиолошког налаза на горњим екстремитетима код шумских радника који раде са моторном пилом. Зборник Ортопедско трауматолошки дани Сарајево, 1975.
- Рани радиолошки знаци обструкције цријева код дјеце. Зборник X Конгреса радиолога Југославије Сарајево, стр: 118-119, Сарајево, 1976.
- Улога опште болнице у ванболничкој специјалистичкој дјелатности. Мед. архив број 6, бол.32: 321-323, 1978.
- Механичке повреде на раду у шумарству и дрвној индустрији. Билтен Мед. факултета 4/79, Сарајево, 1979.
- Повреде шаке у шумарству и дрвној индустрији. Зборник Ортопедско трауматолошких дана Југославије, стр: 211-215, Нови Сад, 1979.
- Сарком танког цријева. Мед. архив, вол:34: 165-169, 1980.
- Затворене повреде петроперитонеалног дијела дуоденума. Acta chirurgica IUG 29, стр: 587-590, 1982.
- Антибиотска терапија у коштано зглобној хирургији. Зборник радова II Конгреса БиХ, стр: 587-590, 1981.
- Повреде јетре. Зборник радова II Конгреса љекара СР БиХ, 1981.
- Повреде у саобраћају као медицински проблем. Зборник радова III Конгреса љекара СР БиХ, стр: 736-740, 1985.
- Комплексне повреде карлице. Acta chirurgica Iugoslavica, вол.32: 613-615, Скопље, 1985.
- Тешкоће и проблеми у процјени тјелесног оштећења код повреда главе и мозга. Зборник радова цензора Југославије, стр: 1-5, Загреб, 1988.
- Лијечење прелома главе радијуса методом ране рехабилитације. Мед. архив, стр: 106-110, 1989.
- Преломи проксималног дијела фемура у старачкој доби. Зборник геронтолога СР БиХ, цтр: 141-153, Мостар, 1988.
- Лијечење отворених и вишефокалних пријелома подкољенице метотом Илизаров. Acta chirurgica Iugoslavica sur I, стр: 349-351, Београд, 1969.
- Пенетрантне повреде дијафрагме. Acta chirurgica Iugoslavica sur I, стр. 61-64, Београд, 1969.
- Оперативно лијечење прелома калканеуса. Мед. архив, вол: II, стр: 157-163, 1986.
- Збрињавање повреде трбуха на Трауматолошкој клиници у Сарајеву са посебним освртом на повреде слезене. Acta chirurgica Iugoslavica, вол.36, стр: 411-415, 1989.
- Повреде абдомена у политрауми. Зборник радова I Конгреса трауматолога Југославије, београд, 1991.
- Приказ сто и једног случаја оперативно лијечених прелома ацетабулума. Мед. архив, бр.2: 12-20, 1990.
- Индикација за оперативно лијечење прелома у дјечјем узрасту. Мед. архив, бр.3: 4-11, 1989.
- Организација збрињавања повријеђених на подручју Српског Сарајева у ратним условима. Зборник II Конгреса ратне медицине, стр.11, Бања Лука, 1996.
- Збрињавање ефеката метатарзалних костију методом слободног кортикоспнзиозбноз калема. Зборник II Конгреса ратне медицине, стр.78, Бања Лука, 1996.
- Збрињавање пенетрантних рана грудног коша. Зборник II Конгреса ратне медицине, стр.102, Бања Лука, 1996.
- Избор лапаратомије код абдоминалних повреда. Зборник II Конгреса ратне медицине, стр.114, Бања Лука, 1996.
- Ентензопатије. Васељења 7, стр. 37-44, 1999.
- Примјена компресивно-дистракционог апарата но Оганесјан-Волкову у рјешавању посљедица ратних повреда екстремитета и функционални резултати лијечења ратних повреда. Зборник Конгреса ратне медицине са међународним учешћем, цтр: 39-43, Бања Лука, 2001.
- Пројекат рехабилитације жртава рата и других особа са оштећењима. Министарство здравља Републике Српске. 1997.
- Стратешки план развоја рехабилитације у заједници. Министарство здравља Републике Српске. 1998.
- Организација здравствене службе у рату и перспектива развоја у миру. РЦ 15 година постојања и развоја. Бања Лука, 2005.
- Патолошке промјене на стопалу код дијабетичара. Нови погледи и третман атеросклерозе, стр. 145-165, Бања Лука, 2007.
- Преломи ацетабулума. Оперативно лијечење и компликације. У Споменица Борише Старовића, Бања Лука, 2006.
- Људски ресурси и медицина. Научни састанак Академије наука и умјетности Републике Српске, Бања Лука, 2008.
- Revising Hip Arthroplasty. Acta Facultatis Medicae Naiseansis 43-49, 2007.
- Preventio of the oseous joint infections working conditions of general surgery. Acta Facultatis Medicae Naiseansis 43-49, 2007.

## Дјела
- Ратне повреде екстремитета, Завод за уџбенике и наставна средства Републике Српске, Источно Сарајево, 1997.
- Артрозе- тежак проблем старих особа, У Како живјети са старим и болесним. ЦК РС, 1998.
- Функционална анатомија човјека, Уџбеник за студије физичке културе и спорта, Завод за уџбенике и наставна средства Републике Српске, Источно Сарајево, 2002.
- Функционална анатомија човјека, Уџбеник за студије физичке културе и спорта, Завод за уџбенике и наставна средства Републике Српске, Источно Сарајево, 2005.
- Како заштити кичму, Факултет физичке културе Источно Сарајево, 2006.
- Трауматологија, Завод за уџбенике и наставна средства Републике Српске, Источно Сарајево, 2009.
- Спортске повреде и оштећења, Завод за уџбенике и наставна средства Републике Српске, Источно Сарајево, 2009.